# Splendeuptychia moderata
Splendeuptychia moderata är en fjärilsart som beskrevs av Gustav Weymer 1911. Splendeuptychia moderata ingår i släktet Splendeuptychia och familjen praktfjärilar. Inga underarter finns listade i Catalogue of Life.